# Зюркалова, Анастасия Дмитриевна
Анастаси́я Дми́триевна Зюрка́лова (укр. Анастасія Дмитрівна Зюркалова; также известна под псевдонимом Настасья Зюркалова; род. 23 октября 1991, Киев, Украина) — украинская актриса

 театра и кино.

## Биография
В кино Анастасия оказалась случайно, попав на кастинг студии «Байрак», где её выбрали более чем из ста претенденток. До этого она несколько лет посещала художественную студию, занималась плаванием, фотографией и рисованием, углублённо изучала иностранные языки. Училась в киевской модельной студии «Карин». После первой исполненной роли в кино твёрдо решила стать профессиональной актрисой. Режиссёр Оксана Байрак сняла Настю в главных ролях многих своих фильмов. Роль девочки из Припяти в фильме «Аврора» была написана специально для неё.
Дебют Насти на профессиональной театральной сцене состоялся весной 2014 года в постановке заслуженного артиста Украины режиссёра Игоря Славинского «Антигона» (роль Антигоны), в Киевской академической мастерской театрального искусства «Созвездие».
В 2016 году Анастасия Зюркалова с отличием окончила Киевский театральный университет им. Карпенко-Карого (мастерская Народного артиста Украины Николая Рушковского).

## Семья
Мать Анастасии — чемпионка мира по гимнастике Оксана Омельянчик.

## Фильмография
- 2003 — Снежная любовь, или Сон в зимнюю ночь — Ляля
- 2004 — Женская интуиция — Маша
- 2004 — Тебе, настоящему — сёстры-близнецы Лиза и Варя
- 2005 — Женская интуиция 2 — Маша
- 2006 — Аврора — Аврора
- 2011 — Последний кордон. Продолжение — Аня, подруга Юры
- 2014 — Лабиринты судьбы — Люська-подросток
- 2015 — Нюхач (2-й сезон) — Полина Михеева
- 2019 — Ни шагу назад! — Софья Ясюкевич

## Театральные работы
- 2014 — «Антигона» — Антигона
- 2014 — «Безымянная звезда» — Элеонора Замфиреску, горожанка
- 2015 — «Спасите наши души» — Женщина, на которой он женился
- 2015 — «Танец Дели» — Лера
- 2015 — «Осадное положение» — Чума

## Награды и премии
- 2004 — «Телетриумф» (украинская премия) — номинация «лучшая актриса» за роль в фильме «Женская интуиция»;
- 2005 — IX Всероссийский фестиваль визуальных искусств (Туапсе) — звание «лучшая актриса» за роль в фильме «Тебе, настоящему»;
- 2007 — «Кино-Ялта 2007» — специальный приз, за дебют в фильме «Аврора».